# Raúl Daniel Schmidt
Raúl Daniel Schmidt (Coronel Suárez, 1959) es un futbolista, entrenador y director técnico de fútbol argentino.

## Biografía
Nació en Coronel Suárez (provincia de Buenos Aires). Se inició en el club Boca Juniors de Coronel Suárez. A lo largo de su carrera, Schmidt se desempeñó como delantero de gran capacidad goleadora y máximo exponente del club Olimpo de Bahía Blanca. En la década de 1980, obtuvo tres campeonatos regionales con Olimpo, y de ese modo jugó dos torneos en la Primera división argentina y un año en el Nacional "B".
Sus goles más recordados son a Boca Juniors en la Bombonera en el año 1986 (Olimpo empató 1-1) y el segundo a Villa Mitre de Bahía Blanca en el acceso al regional del Fútbol Argentino en el año 1991 (Olimpo ganó 2-1).
Desde 2005 es DT del Club Atlético Sporting de la ciudad de Punta Alta (provincia de Buenos Aires).